# Интымак (Туркестанская область)
Интымак (каз. Ынтымақ) — село в Ордабасинском районе Туркестанской области Казахстана. Входит в состав Буржарского сельского округа. Код КАТО — 514637800.

## Население
В 1999 году население села составляло 455 человек (233 мужчины и 222 женщины). По данным переписи 2009 года, в селе проживало 326 человек (157 мужчин и 169 женщин).